# Dornbach (Halver)
Dornbach ist eine Hofschaft in Halver im Märkischen Kreis im Regierungsbezirk Arnsberg in Nordrhein-Westfalen (Deutschland).

## Lage und Beschreibung
Dornbach liegt auf 395 Meter über Normalnull in der Quellmulde der Neye (I) im südwestlichen Halver nahe der Grenze zu Wipperfürth. Der Ort ist über eine Zufahrt zu erreichen, die bei Eickerhöhe von der Kreisstraße K3 zwischen Schwenke und Anschlag abzweigt. Weitere Nachbarorte sind Vorst, Kotten, Eickerschmitte, Stöcken und Auf den Eicken.

## Geschichte
Dornbach wurde erstmals 1127/31 urkundlich erwähnt, die Entstehungszeit der Siedlung wird aber auf dem Zeitraum zwischen 900 und 1050 infolge des fränkisch-karolingischen Siedlungsbaus vermutet. Dornbach ist ein Abspliss von Vorst.
1818 lebten neun Einwohner im Ort. 1838 gehörte Dornbach der Lausberger Bauerschaft innerhalb der Bürgermeisterei Halver an. Der laut der Ortschafts- und Entfernungs-Tabelle des Regierungs-Bezirks Arnsberg als Kotten kategorisierte Ort besaß zu dieser Zeit ein Wohnhaus, eine Fabrik bzw. Mühle und vier landwirtschaftliche Gebäude. Zu dieser Zeit lebten sechs Einwohner im Ort, allesamt evangelischen Glaubens.
Das Gemeindelexikon für die Provinz Westfalen von 1887 gibt eine Zahl von zehn Einwohnern an, die in einem Wohnhaus lebten.
Bei Dornbach verlief auf der Trasse der heutigen Kreisstraße K3 eine vermutlich frühgeschichtliche Altstraße von Schwelm über Radevormwald nach Wegerhof vorbei, die als Eisen- und Kohlenstraße genutzt wurde.